# Bankipur (Bengala)
Bankipur era una antigua aldea en el río Hugli ubicada en lo que hoy es Bengala Occidental, al norte de Barrackpore, un poco al norte de Ishapore. Ahora es un suburbio de Barrackpore y no debe confundirse con la ciudad de Bankipur (Bengala Occidental) ubicada en la costa (a 21.76 ° N y 87.86 ° E).

## Historia
Bankipur fue famoso como el principal asentamiento de la Compañía de Ostende, el gran esfuerzo realizado por los Países Bajos Austríacos para asegurar un punto de apoyo en la India. La Compañía de Ostende se formó en 1722–1723, y con un capital de menos de un millón de libras esterlinas fundó dos asentamientos, uno en Coblom (Covelong) en la costa de Madras entre la Madras inglesas y la Sadras holandesas, y la otra en el Hugli entre la inglesa Calcuta y la holandesa Chinsura. Tanto los ingleses como los holandeses se ofendieron y, en 1727, para obtener la garantía europea para la Pragmática Sanción , el tribunal de Viena resolvió sacrificar la Compañía y suspendió su carta. Se declaró en bancarrota en 1784 y dejó de existir en 1793. Mientras tanto, en 1733, los ingleses y holandeses agitaron al general musulmán en Hugli para entablar una pelea. Atacó a Bankipur y la guarnición de solo catorce personas zarpó hacia Europa. Así, los intereses imperiales austriacos desaparecieron de la India.